# Брежу-Параибану (микрорегион)

Брежу-Параибану на карте.

Брежу-Параибану (порт. Microrregião do Brejo Paraibano) — микрорегион в Бразилии. входит в штат Параиба. Составная часть мезорегиона Сельскохозяйственный район штата Параиба. Население составляет 	116 488	 человек (на 2010 год). Площадь — 	1160,319	 км². Плотность населения — 	100,39	 чел./км².

## Демография
Согласно сведениям, собранным в ходе переписи 2010 г. Национальным институтом географии и статистики (IBGE), население микрорегиона составляет:						
| Полное население                             | Полное население                             | Полное население                             | Полное население                             | 116 488 |
| -------------------------------------------- | -------------------------------------------- | -------------------------------------------- | -------------------------------------------- | ------- |
| в том числе:                                 | Городское население                          | 61 804                                       | Процент городского населения, %              | 53,06   |
|                                              | Сельское население                           | 54 684                                       | Процент сельского населения, %               | 46,94   |
|                                              | Мужское население                            | 57 393                                       | Процент мужского населения, %                | 49,27   |
|                                              | Женское население                            | 59 095                                       | Процент женского населения, %                | 50,73   |
| Плотность населения, чел/км²                 | Плотность населения, чел/км²                 | Плотность населения, чел/км²                 | Плотность населения, чел/км²                 | 100,39  |
| Население микрорегиона в % к населению штата | Население микрорегиона в % к населению штата | Население микрорегиона в % к населению штата | Население микрорегиона в % к населению штата | 3,09    |

## Статистика
- Валовой внутренний продукт на 2003 год составляет 364 315 001,00 реалов (данные: Бразильский институт географии и статистики).
- Валовой внутренний продукт на душу населения на 2003 год составляет 3127,37 реалов (данные: Бразильский институт географии и статистики).
- Индекс развития человеческого потенциала на 2000 год составляет 0,601 (данные: Программа развития ООН).

## Состав микрорегиона
В составе микрорегиона включены следующие муниципалитеты:
1. Алагоа-Гранди
2. Алагоа-Нова
3. Арея
4. Бананейрас
5. Борборема
6. Матиньяс
7. Пилойнс
8. Серрария